# Puttita Supajirakul
Puttita Supajirakul (en tailandès: พุธิตา สุภจิรกุล) és una esportista tailandesa que competeix en bàdminton en la categoria de dobles. Va competir en els 2016 Malaysia Super Series Premier. Va formar part dels medallistes d'or de Tailàndia en els Jocs del Sud-est Asiàtic de 2015 en la categoria d'equips femenins.